# Thiago Fragoso
Thiago Neves Fragoso (n. 1 noiembrie 1981) este un actor brazilian.

## Filmografie

### Televiziune
- 2013 - Dragoste de viață .... Niko
- 2012 - Lado a Lado .... Edgar Vieira
- 2011 - O Astro .... Márcio Hayalla
- 2010 - Araguaia .... Vitor Villar
- 2010 - Dalva e Herivelto - Uma Canção de Amor .... Pery Ribeiro
- 2008 - Negócio da China .... Diego Dumas Fontanera
- 2006 - O Profeta .... Marcos Oliveira
- 2004 - Senhora do Destino .... Alberto Pedreira
- 2003 - Agora É que São Elas .... Rodrigo
- 2003 - A Casa das Sete Mulheres .... Capitão Estevão
- 2001 - O Clone .... Nando (Fernándo Escobar)
- 2001 - Estrela-Guia .... Bernardo Lima
- 2000 - Laços de Família .... Garoto
- 1996 - Perdidos de Amor .... Guilherme